# Glee: The Music, Volume 1
Glee: The Music, Volume 1 je debutové soundtrackové album z amerického muzikálového televizního seriálu Glee. Na albu jsou coververze písní z prvních devíti epizod seriálu. Album vyšlo 2. listopadu 2009 a vydaly jej společnosti Columbia Records a 20th Century Fox Television Records.

## Tracklist
| Číslo skladby | Název skladby                                   | Autoři skladby                                                                                               | Původní interpret(i)                                          | Délka |
| ------------- | ----------------------------------------------- | --- | ------------------------------------------------------------- | ----- |
| 1             | "Don't Stop Believing"                          | Jonathan Cain, Steve Perry, Neal Schon                                                                       | Journey                                                       | 3:50  |
| 2             | "Can't Fight This Feeling"                      | Kevin Cronin                                                                                                 | REO Speedwagon                                                | 3:29  |
| 3             | "Gold Digger"                                   | Kanye West, Ray Charles, Renald Richard                                                                      | Kanye West feat. Jamie Foxx                                   | 3:00  |
| 4             | "Take a Bow"                                    | Ne-Yo, Tor Erik Hermansen, Mikkel Storleer Eriksen                                                           | Rihanna                                                       | 3:35  |
| 5             | "Bust Your Windows"                             | Jazmine Sullivan, Salaam Remi, DeAndre Way                                                                   | Jazmine Sullivan                                              | 4:19  |
| 6             | "Taking Chances"                                | Kara DioGuardi, David A. Stewart                                                                             | Celine Dion                                                   | 3:55  |
| 7             | "Alone" (featuring Kristin Chenoweth)           | Billy Steinberg, Tom Kelly                                                                                   | Heart                                                         | 3:40  |
| 8             | "Maybe This Time" (featuring Kristin Chenoweth) | John Kander & Fred Ebb                                                                                       | Liza Minelli ve filmu Kabaret                                 | 2:57  |
| 9             | "Somebody to Love"                              | Freddie Mercury                                                                                              | Queen                                                         | 4:43  |
| 10            | "Hate on Me"                                    | Jill Scott, Adam Blackstone, Steve McKie                                                                     | Jill Scott                                                    | 3:30  |
| 11            | "No Air"                                        | James Fauntleroy II, Eric "Blue Tooth" Griggs, Harvey Mason, Jr., Damon Thomas, Steve Russell, Michael Scala | Jordin Sparks a Chris Brown                                   | 4:23  |
| 12            | "You Keep Me Hangin' On"                        | Holland–Dozier–Holland                                                                                       | The Supremes                                                  | 2:40  |
| 13            | "Keep Holding On"                               | Avril Lavigne, Lukasz Gottwald                                                                               | Avril Lavigne                                                 | 4:04  |
| 14            | "Bust a Move"                                   | Marvin Young, Matt Dike, Michael Ross                                                                        | Young MC                                                      | 4:24  |
| 15            | "Sweet Caroline"                                | Neil Diamond                                                                                                 | Neil Diamond                                                  | 1:58  |
| 16            | "Dancing with Myself"                           | Billy Idol, Tony James                                                                                       | Generation X / Billy Idol                                     | 3:10  |
| 17            | "Defying Gravity"                               | Stephen Schwartz                                                                                             | Idina Menzel, Kristin Chenoweth a obsazení muzikálu Čarodějka | 2:21  |

## Bonusové skladby

### iTunes
| Číslo skladby | Název skladby           | Autoři skladby            | Původní interpret(i) | Délka |
| ------------- | ----------------------- | ------------------------- | -------------------- | ----- |
| 18            | "I Say a Little Prayer" | Burt Bacharach, Hal David | Dionne Warwick       | 1:40  |

### Target
| Číslo skladby | Název skladby                   | Autoři skladby                   | Původní interpret(i)                  | Délka |
| ------------- | ------------------------------- | -------------------------------- | ------------------------------------- | ----- |
| 18            | "I Wanna Sex You Up"            | Dr. Freeze                       | Color Me Badd                         | 2:06  |
| 19            | "I Could Have Danced All Night" | Frederick Loewe, Alan Jay Lerner | Julie Andrews v muzikálu My Fair Lady | 1:23  |
| 20            | "Leaving on a Jet Plane"        | John Denver                      | John Denver                           | 4:23  |

### Wal-Mart
| Číslo skladby | Název skladby                      | Autoři skladby                      | Původní interpret(i)        | Délka |
| ------------- | ---------------------------------- | ----------------------------------- | --------------------------- | ----- |
| 18            | "Take a Bow" (karaoke verze)       | Ne-Yo, T.E. Hermansen, M.S. Eriksen | Rihanna                     | 3:35  |
| 19            | "Gold Digger" (karaoke verze)      | West, Charles, Richard              | Kanye West feat. Jamie Foxx | 3:00  |
| 20            | "Somebody to Love" (karaoke verze) | Mercury                             | Queen                       | 4:43  |